# Trichactis
Trichactis is een geslacht van neteldieren uit de klasse van de Anthozoa (bloemdieren).

## Soort
- Trichactis hardyi Leloup, 1964